# محمد عبدالحسین (بازیکن هندبال)
محمد عبدالحسین (انگلیسی: Mohamed Abdulhusain؛ زادهٔ ۱۲ اوت ۱۹۸۹) بازیکن هندبال اهل بحرین است.